# 博明 (美國白宮官員)
博明（1973年5月5日—，亦音譯马修·波廷杰），是美国前白宮官員、新闻记者及美国海军陆战队军官。2019年9月22日至2021年1月7日間擔任美国副国家安全顾问。

## 早期生活
博明是前司法部官员及作家約翰·史丹利·波廷杰的儿子。他在米尔顿学院接受教育，亦是约翰·埃夫隆的同學及童年朋友。博明毕业于麻州大学阿默斯特分校，获得了中国研究的大學学位，並能说流利的中文。

## 新闻事业
在加入美国海军陆战队之前 ，博明在1998年至2001年期间担任路透社的记者。然后他轉到《华尔街日报》，直到2005年从新闻界退休。他的报道获得了亚洲出版协会的奖项，并获得了普利策奖提名。他的报道涵盖多个主题，包括SARS流行病和2004年印度洋地震和海啸；在后者的任务中，他遇到了美国海军陆战队，并受到了他们的勇气的启发而決定離開新聞事業。他在中国工作了七年之久。

## 军人生涯
2005年9月，博明加入海军陆战队，并担任军事情报官。他當時已屆31歲，明顯過老，體能亦不及格。在此前为了达到當中的體能要求，他与美國駐華大使館工作的一名美國海軍陸戰隊隊員至萬里長城上慢跑健身。從軍期間他曾參與过至少3次的軍事行動：一次是从2007年4月至同年11月的伊拉克战争，两次是从2008年11月至2009年5月以及2009年7月至2010年5月的阿富汗戰爭。在第二次阿富汗戰爭中，時為上尉的他会见了美国陆军少將迈克尔·弗林，并与他共同撰写了一份情報工作的报告。 该报告于2010年1月通过新美国安全中心发布，标题为「改善情報工作：使阿富汗情报工作適切的相关蓝图」。博明退役後在纽约市工作，包括在对冲基金公司戴维森·肯普纳资本管理公司工作。

## 政治生涯
2018年，《政客》曾形容博明是一個「相對傳統而保守的國際主義者」，而且「從不是川普式的超級保守派」，並會同時對共和及民主兩黨捐款。但於2017年，他加入了川普執政時的美国国家安全委员会。曾與博明於軍隊共事，當時的顧問迈克尔·T·弗林將博明遺定為亞洲主管，而他亦持續於H·R·麥克馬斯特及羅伯特·C·奧布萊恩任職時繼續留任此職位。
2018年朝美首脑会晤期間，川普曾一度稱會晤將取消，而《纽约时报》亦在一篇有關會面的报道中引用一名白宮高級官員的資料，考虑到所需的计划內容而時間不足，即使恢复会议，也「不可能」在6月12日如期舉行。當時川普指稱《纽约时报》所提及的白宮官員根本不存在，而是《纽约时报》虛構出來。一日後，记者亚沙·阿里在Twitter上发表了當時新聞記者在白宮記者會上宮員講話的音频，當中包括博明在回應記者提問時所提出的說法，此亦是提供了《泰晤士报》引述的简报資料 。其中雖然他实际上並没有使用「不可能」一词，但在回答记者关于於原定日期舉行會面的可行性時，说到「我们已经浪费了很多需要的时间」、「而6月12日已是十分钟之内的日子」。
在担任国家安全委员会的职位时，博明主张对中国采取强硬立场，並將贸易政策及国家安全層面相結合。
2019年9月，新任的国家安全顾问羅伯特·C·奧布萊恩任命博明為副国家安全顾问。
2020年，博明藉中國慶祝五四青年節期間，以流利普通話並以借古諷今的形式，闡述以美國的視角看待五四精神，其內容及立場被認為是瞭解美國對華政策的重要引子，並引起華文媒體的廣泛報導。
2021年1月6日，博明在2021年美国国会大厦遭冲击事件后辞去副国家安全顾问一职，并于1月7日正式离职。
2021年1月21日，中華人民共和國外交部宣布對28名美國人及其親屬實施制裁，博明是其中1人。

## 个人生活
博明的妻子楊小燕博士（Yen Duong Pottinger）為越南裔美國人出身的微生物學家，育有两名孩子。